# Prix de l’Équerre d’argent
Der Prix de l’Équerre d'argent ist ein seit dem Jahr 1983 jährlich von der Fachzeitschrift Le Moniteur (vollständig: Le Moniteur des travaux publics et du bâtiment) ausgelobter französischer Architekturpreis, der an ein Team von Bauträger und Bauleiter (Architekt oder Ingenieur) für ein Bauwerk verliehen wird, das im Jahr der Ausschreibung auf französischen Staatsgebiet vollendet wurde. Die Jury setzt sich aus Architekten, Architekturkritikern und Bauunternehmern zusammen.

## Preisträger

### Architektur
- 1983: Henri Ciriani für eine Krippe, Saint-Denis
- 1984: Christian Devillers für ein Parkhaus rue des Chaumettes, Saint-Denis.
- 1985: Édith Girard für 111 Wohneinheiten am Canal de l’Ourcq, Quai de la Loire in Paris (19. Arrondissement)
- 1986: Adrien Fainsilber für die Cité des sciences in La Villette, Paris (19. Arrondissement)
- 1987: Jean Nouvel und Architecture Studio für das Institut du Monde Arabe.
- 1990: Dominique Perrault
- 1992: Denis Valode und Jean Pistre für die Fabrik der Firma L’Oréal in Aulnais-sous-Bois
- 1994: Henri Gaudin und Bruno Gaudin für das Stade Charlety, Paris (13. Arrondissement)
- 1995: Christian de Portzamparc für die Cité de la musique in Paris
- 1996: Pierre-Louis Faloci für das Musée de la Civilisation celtique, Mont Beuvray (Département Nièvre)
- 1997: Jean-Marc Ibos und Myrto Vitart für das Palais des Beaux-Arts in Lille (Renovierung und Erweiterung)
- 1998: Rem Koolhaas das Haus Maison Lemoine in Floirac
- 1999: Marc Mimram für die neue Passerelle Solférino in Paris, seither umbenannt in Passerelle Léopold-Sédar-Senghor
- 2000: Philippe Gazeau für die Erweiterung des Sportzentrums Centre sportif Léon Biancotto, in Paris (17. Arrondissement)
- 2001: Jacques Herzog et Pierre de Meuron für 80 Sozialwohnungen, rue des Suisses, Paris (14. Arrondissement)
- 2002: Pierre du Besset und Dominique Lyon für die Médiathèque in Troyes.
- 2003: Yves Lion und Claire Piguet für die Botschaft Frankreichs in Beyrouth
- 2004: Antoinette Robain und Claire Guieysse für die Sanierung des Centre national de la danse in Pantin, Werk von Jacques Kalisz
- 2005: Florence Lipsky und Pascal Rollet für die neue Bibliothèque des sciences des Campus von Orléans-la-Source
- 2006: Franck Hammoutène für die Erweiterung des Rathauses von Marseille
- 2007: Nathalie Franck und Yves Ballot für die Sanierung und Erweiterung des Schulkomplexes Groupe scolaire Nuyens in Bordeaux
- 2008: Atelier Marc Barani und die Communauté d’agglomération de Nice-Côte d’Azur für den Pôle multimodal - Tramway de l'agglomération niçoise der Straßenbahn Nizza
- 2009: Bernard Desmoulin und die Stadt Clichy-la-Garenne für das Gebäude des Konservatoriums Conservatoire Léo-Delibes in Clichy-La-Garenne.
- 2010: Pascale Guédot für die öffentliche Bibliothek von Oloron-Sainte-Marie
- 2011: Frédéric Druot, Anne Lacaton, Jean-Philippe Vassal für die Restaurierung des Tour Bois-le-Prêtre, Paris
- 2012: Jean-Patrice Calori, Bita Azimi, Marc Botineau (Architekturbüro Cab) für das Kinderzentrum in La Trinité bei Paris
- 2013: Kazuyo Sejima + Ryue Nishizawa (Architekturbüro SANAA) and Celia Imrey + Tim Culbert (Architekturbüro Imrey Culbert) für das Museum Louvre-Lens
- 2014: RDAI Architecture für die Werkstätten von Hermès in Pantin
- 2015: Bernard Quirot und Partner für das Gesundheitszentrum in Vézelay
- 2016: Studio Muoto für „Lieu de vie“ (Ort des Lebens), Erweiterung Campus der Universität Paris-Saclay; Besonderer Hauptpreis: Rudy Ricciotti für Rivesaltes-Denkmal, Salses-le-Château; Preis für das erste Werk: Von Guiraud-Manenc, für das Hôtel d'Entreprises Innovantes, Anglet; Auszeichnung: BRUTHER (Alexandre Thériot und Stéphanie Bru) für Kulturzentrum, Caen
- 2017: Renzo Piano für den Neuen Justizpalast Paris im Quartier des Batignolles, Paris[1]
- 2018: Richter & Partner für das Psychiatriezentrum de Metz-Queuleu, Frankreich
- 2019: Charles-Henri Tachon für das Gebäude in 12-14 rue Julia-Bartet, das ein Ausbildungszentrum für Gastronomieberufe, ein Studentenwohnheim und ein neues Lokal für Les Restos du Coeur beherbergt
- 2020: Grafton Architects (Yvonne Farrell & Shelley McNamara) in Zusammenarbeit mit Vigneu & Zilio Architectes für die Wirtschaftsschule in Toulouse, Frankreich
- 2021: Atelier PNG Architecture, Julien Boidot und Emilien Robin für einen Komplex aus öffentlichen Einrichtungen in Neuvecelle, Frankreich